# ロイカーバート

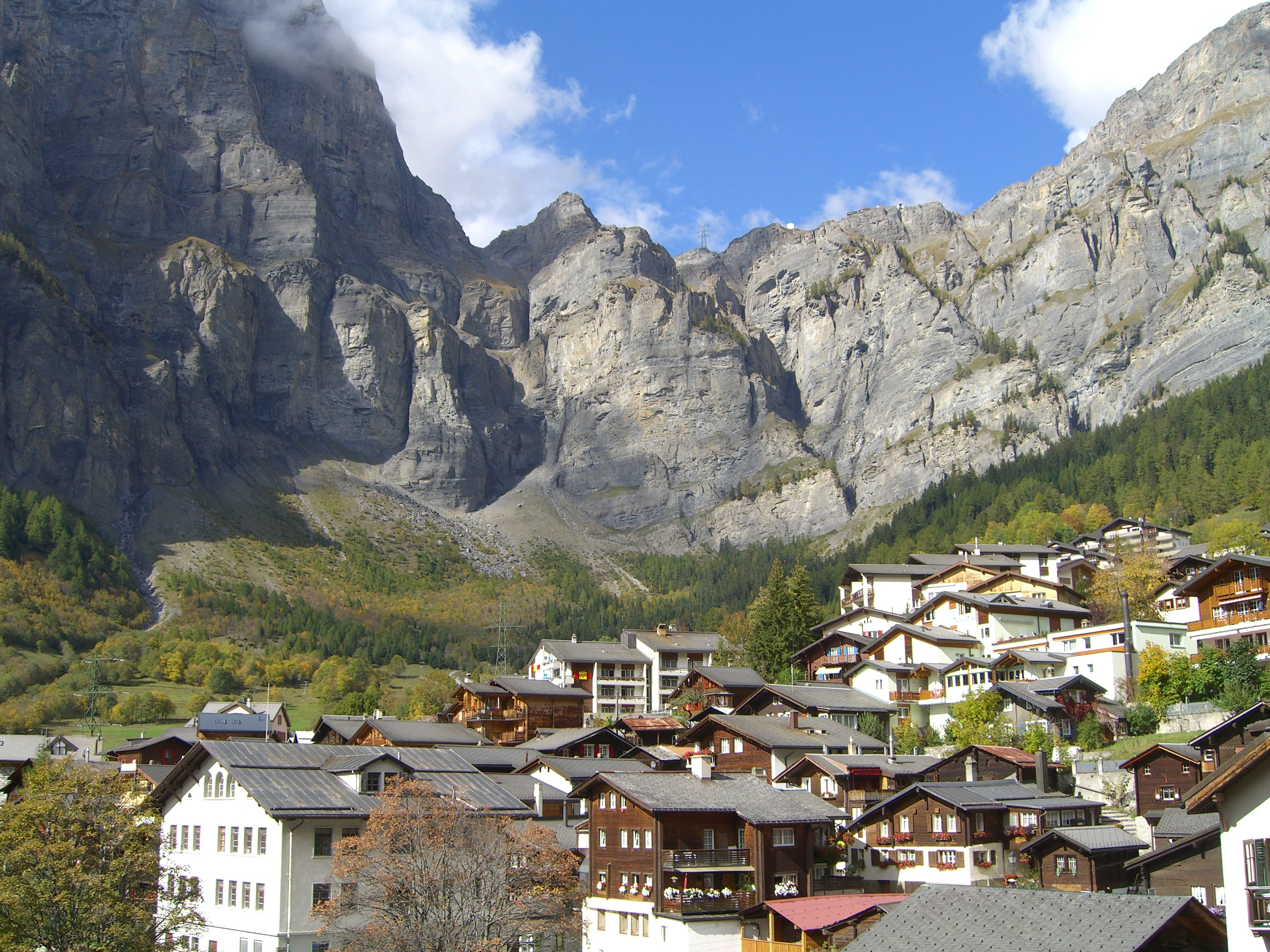
2006年10月

ロイカーバート（ドイツ語: Leukerbad、フランス語: Loèche-les-Bains）とは、スイスヴァレー州ロイクの北に位置する基礎自治体で、スイス有数の温泉リゾート地として知られている。ローマ時代より温泉が発見され、複数の源泉から51℃の高温の湯が、毎日390万リットル湧き出ている。

## 概要

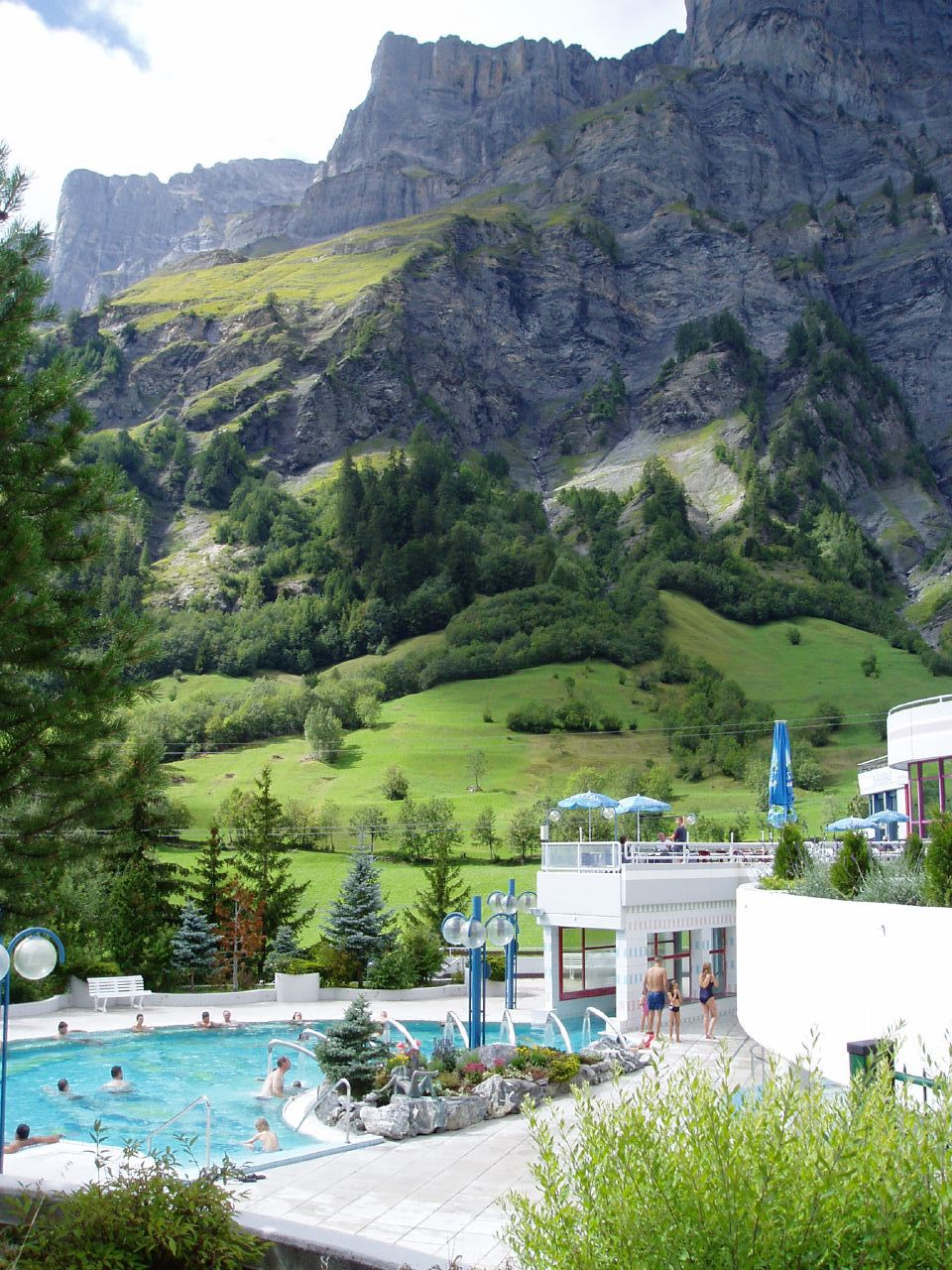
ロイカーバート・テルメ

ロイカーバート・テルメ（Leukerbad Therme）と、ヴァリザー・アルペンテルメ＆スパ・ロイカーバート（Walliser Alpentherme & Spa Leuckerbad）の2ヶ所の温泉施設に加え、数ヶ所のホテルにも源泉が引かれ、プール、サウナ、ジャグジーなど各種の温泉設備を整えると同時に、リウマチ療養や温泉治療などの多彩な制度を用意している。
ロイカーバートの北に位置するゲンミ峠は、歴史的にヴァレー州とベルン州を結ぶ重要な通商ルートとしての役割を果たしてきた。ロイカーバートからロープウェイを利用して、ゲンミ峠の最高地点（2322m）まで上がることができる。ゲンミ峠からはアルプスを見渡す景観が広がり、近くのタウベンゼー湖周辺では、夏はハイキング、冬はクロスカントリースキーやウィンターハイキングが盛んに行われる。ゲンミ峠からタウベンゼー湖を北上するハイキングコースはカンデルシュテークへ至る。
ロイカーバートの標高は1411ｍで、周囲をそり立つ岩山に囲まれており、ロイクの国鉄駅からバスが約30分で結んでいる。ドイツの詩人、小説家のヨハン・ヴォルフガング・フォン・ゲーテをはじめ、モーパッサンやマーク・トウェインもロイカーバートを訪れている。

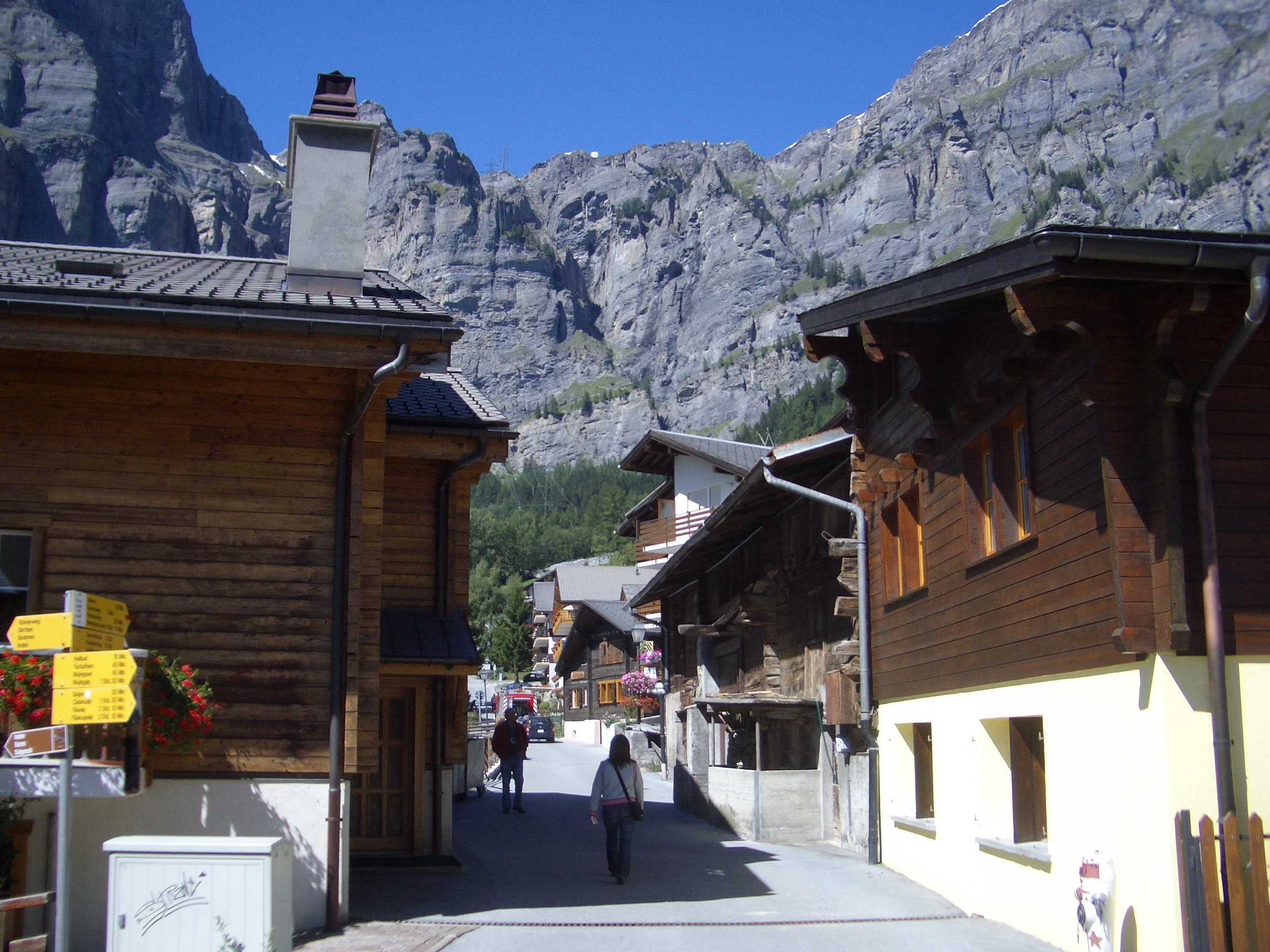
街中